# Type 80
Type 80 je mitraljez opće namjene kojeg je proizvodio kineski proizvođač oružja Norinco. Type 80 se temeljio na seriji sovjetskih mitraljeza PK. 1980. godine je dovršen dizajn Type 80 dok se 1983. počinje proizvoditi nakon čega se uvodi u kinesku vojsku.
Type 80 je zamišljen kao nasljednik prethodnika Type 67 kojeg je Kina samostalno razvila. Međutim, nakon testiranja koja su provedena na vojnom poligonu u regiji Chengdu, Type 80 nije prošao te je odlučeno da će se u službi zadržati stariji model iz 1967. U konačnici, tek je nekolicina Type 80 mitraljeza zadržano u vojsci i to u kineskom marinskom korpusu dok je modificirani Type 80 koji je nazvan Type 86 prihvaćen u kineskim oklopnim jedinicama.

## Dizajn
Mitraljez Type 80 koristi streljivo kalibra 7.62 x 54 mmR. Inačica Type 80 koja koristi streljivo kalibra 7.62x51 mm NATO ima naziv CF06.
Mitraljez radi na pozajmnicu plinova, hlađen je zrakom, ima u potpusnosti automatski mod paljbe te koristi streljivo na lancu. Na njega se prije paljbe mogu montirati dvonožac ili tronožac. Lanci sa streljivom imaju po 100 metaka te su spremljeni u metalne kutije namijenjene lakim strojnicama. Također, postoje i lanci kapaciteta 200 i 250 metaka. Osim tvornički postavljenog čeličnog ciljnika, na Type 80 se mogu montirati dnevna ili noćna optika.

## Korisnici
- NR Kina: kineski marinski korpus (manja količina) i oklopne jedinice (modificirani Type 80).[1][2]
- Bangladeš: bangladeška vojska i predsjednička garda.[1]
- Kambodža: Kraljevska kambodžanska vojska.
- Malta: malteške oružane snage.
- Sirija
- Šri Lanka: šrilankanska vojska. Na temelju nekoliko obrambenih sporazuma između Kine i Šri Lanke, Norinco je isporučio oko 200 Type 80 mitraljeza opće namjene.[3]